# Włócznia Przeznaczenia
Niektóre z zamieszczonych tu informacji wymagają weryfikacji.
Dokładniejsze informacje o tym, co należy poprawić, być może znajdują się w dyskusji tego artykułu.
 Po wyeliminowaniu niedoskonałości należy usunąć szablon {{Dopracować}} z tego artykułu.

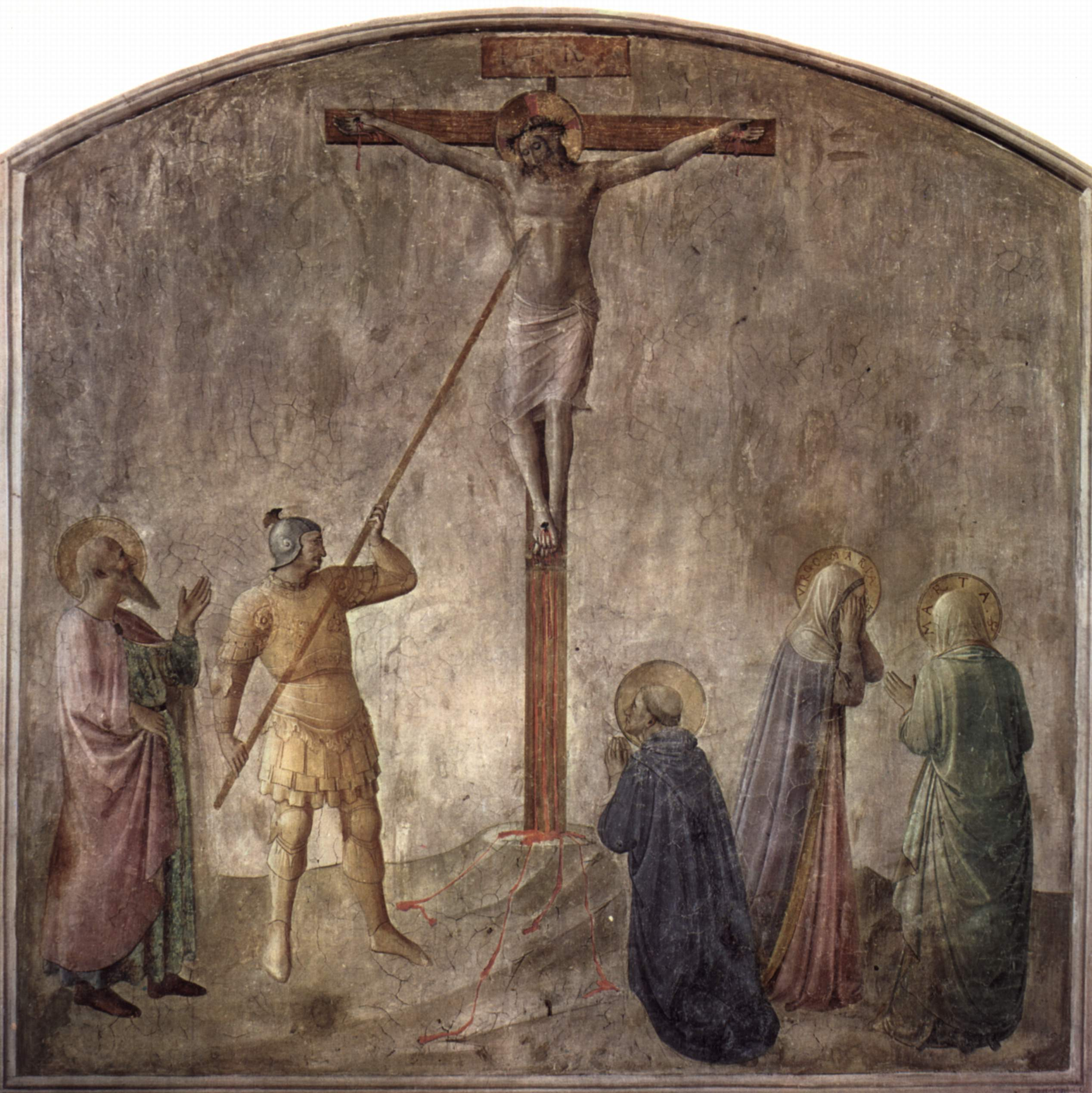
Longinus przebijający włócznią bok Jezusa Chrystusa na krzyżu

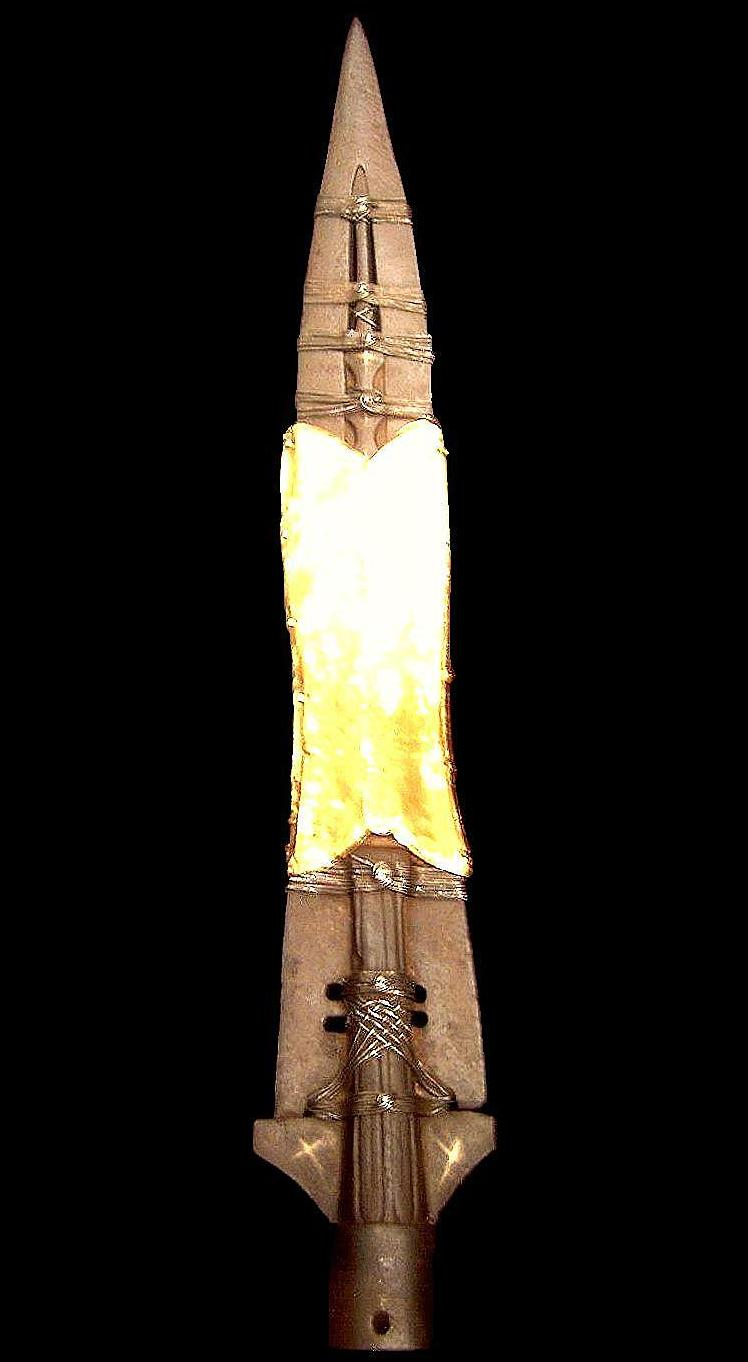
Święta i Niosąca Krzyż Lanca Cesarska

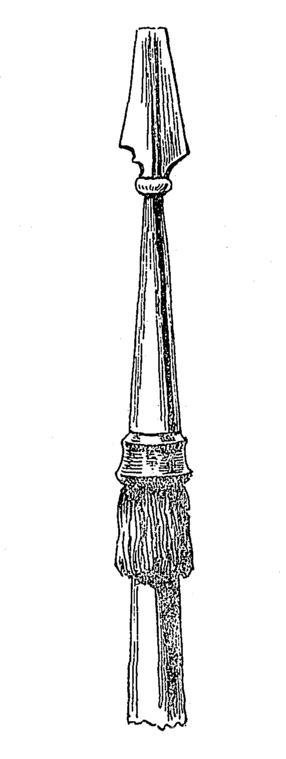
Włócznia Przeznaczenia z Bazyliki Świętego Piotra na Watykanie

Włócznia Przeznaczenia, również Włócznia Lucjana – według tradycji chrześcijańskiej włócznia, którą rzymski legionista Kasjusz, który po nawróceniu i przyjęciu chrztu przybrał imię Longin (w innych przekazach „Lucjan”), przebił ciało Jezusa Chrystusa przed Jego zdjęciem z krzyża.
Włócznia Przeznaczenia jest uważana za relikwię Męki Pańskiej.

## Relikwie
Współcześnie na świecie za relikwię Włóczni Przeznaczenia uznawanych jest kilka przedmiotów:
- Włócznia Przeznaczenia z Bazyliki Świętego Piotra na Watykanie

Pierwotnie włócznia ta miała być przechowywana w Jerozolimie, skąd w VII wieku została przeniesiona do Konstantynopola. W XIII wieku fragment włóczni kupił od cesarza łacińskiego, król Francji Ludwik IX Święty i umieścił w Sainte-Chapelle. Paryska relikwia miała zaginąć podczas rewolucji francuskiej. W 1492 roku sułtan turecki podarował drugą część lancy papieżowi Innocentemu VIII, którą umieszczono w bazylice na Watykanie.
- Włócznia Przeznaczenia z katedry Apostolskiego Kościoła Ormiańskiego w Eczmiadzynie

Według tradycji włócznia ta została znaleziona przez Piotra Bartłomieja, uczestnika I krucjaty w kościele św. Piotra w Antiochii. Za jej sprawą miał się dokonać cud i zwycięstwo chrześcijan nad muzułmanami pod murami oblężonego miasta. Obecnie grot włóczni przechowywany jest w złotym relikwiarzu w skarbcu katedralnym w Eczmiadzynie.
- Włócznia Przeznaczenia z klasztoru dominikanów w Izmirze

Włócznia ta jest prawdopodobnie kopią grotu przechowywanego w skarbcu katedralnym w Eczmiadzynie.
Od XVIII wieku jest w posiadaniu dominikanów z Izmiru.
- Włócznia Świętego Maurycego z Schatzkammer w Wiedniu

Według tradycji chrześcijańskiej w III wieku miała należeć do rzymskiego centuriona Maurycego. W jej grocie umieszczony jest gwóźdź uznawany za relikwię Męki Pańskiej. Od X wieku włócznia ta była atrybutem władzy cesarzy Świętego Cesarstwa Rzymskiego Narodu Niemieckiego. Od XIII wieku była czczona w Kościele katolickim jako relikwia Męki Pańskiej.
Aktualnie jest przechowywana z insygniami cesarskimi w Wiedniu.
- Włócznia Świętego Maurycego z archikatedry Świętego Stanisława i Świętego Wacława w Krakowie

Kopia Świętej Lancy Cesarskiej podarowana księciu polskiemu, Bolesławowi I Chrobremu przez Ottona III w 1000 roku. Od XI wieku była czczona jako relikwia w katedrze wawelskiej. Obecnie przechowywana jest w muzeum katedralnym w Krakowie.

## Włócznia jako temat literacki
Włócznia przeznaczenia występuje jako główny temat powieści Craiga Smitha „Włócznia przeznaczenia” i „W poszukiwaniu króla” Davida C. Downinga.